# Manchester Art Gallery

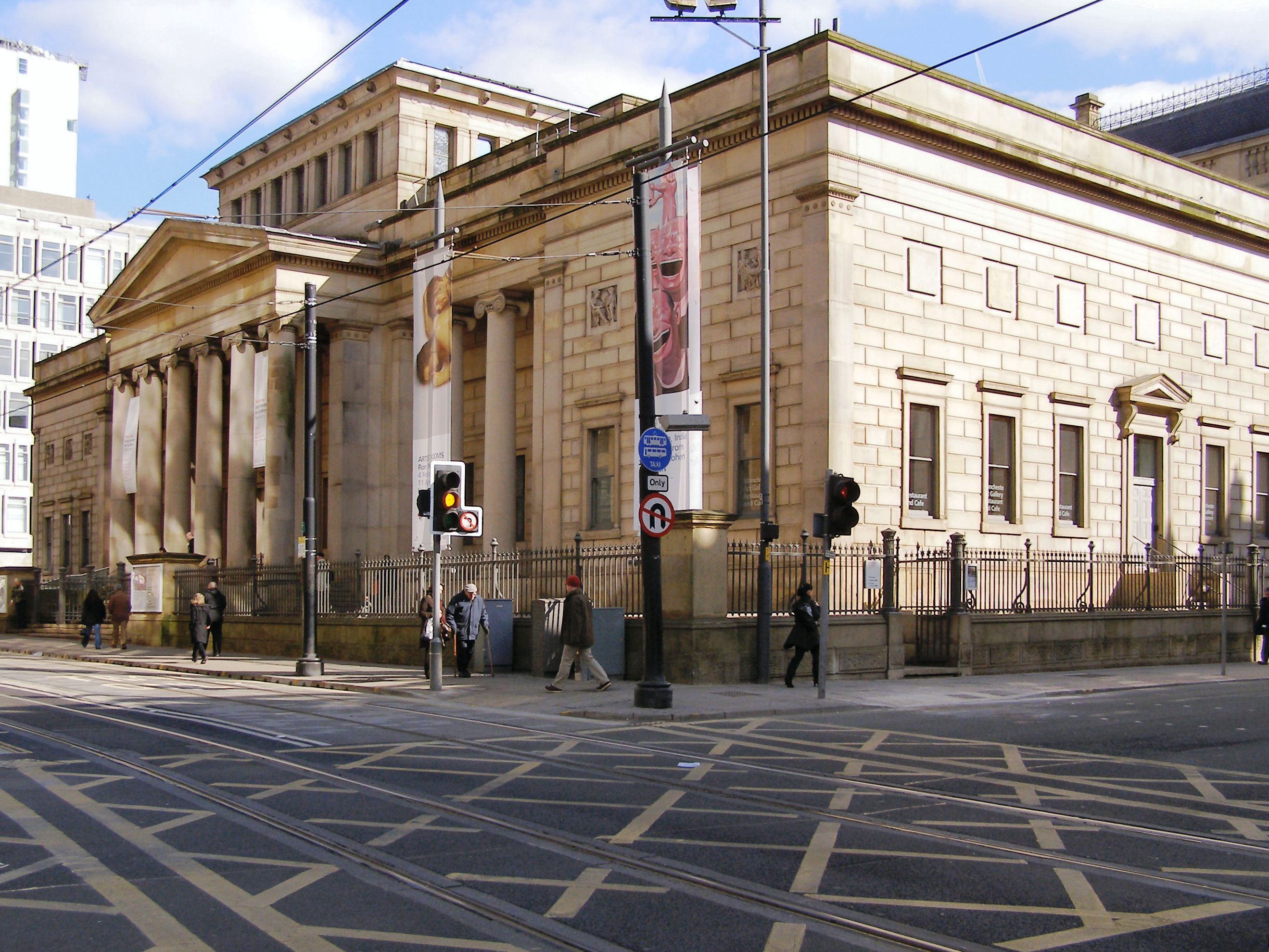
Manchester Art Gallery, Hauptgebäude an der Mosley Street

Die Manchester Art Gallery ist ein öffentliches Kunstmuseum in Manchester. Sie ging aus der 1823 begründeten Royal Manchester Institution hervor und befindet sich in drei miteinander verbundenen Gebäuden im Stadtzentrum. Die Sammlung umfasst überwiegend europäische Kunst mit einem Schwerpunkt auf Werke englischer Künstler. Darüber hinaus gibt es eine umfangreiche Sammlung von Kunsthandwerk. Zudem verfügt das Museum über zahlreiche Exponate zur Modegeschichte, die im südlich der Stadt gelegenen Herrenhaus Platt Hall ausgestellt werden.

## Geschichte
Durch die Industrielle Revolution kam es in Manchester zu einer stark expandierenden Wirtschaft und einer schnell anwachsenden Bevölkerungszahl. Um die Kultur in der Stadt zu fördern, begründeten vor allem Kaufleute der Stadt am 1. Oktober 1823 die Royal Manchester Institution. Diese Gesellschaft veranstaltete Ausstellungen und begann bald mit dem Aufbau einer eigenen Kunstsammlung. 1824 wurde der Architekt Charles Barry beauftragt für die Gesellschaft ein Gebäude an der Mosley Street im Stadtzentrum von Manchester zu entwerfen. Der Bau im Stil des Klassizismus (Neoclassicism) konnte 1835 eröffnet werden. Das Gebäude steht heute unter Denkmalschutz und ist in der Kategorie Grade I als außerordentlich bedeutendes Bauwerk gekennzeichnet. 1882 gingen das Gebäude und die Sammlung in städtischen Besitz über und erhielten zunächst die Bezeichnung City Art Gallery of Manchester  bis zur Umbenennung in die heutige Bezeichnung.
1918 übernahm die Stadt Manchester das 1877 von Thomas Horsfall gegründete Manchester Art Museum. Das Museum befand sich im Landsitz Ancoats Hall und beherbergte Gemälde, Kunsthandwerk und naturkundliche Objekte aus der privaten Sammlung von Horsfall. Das Museum wurde 1953 geschlossen und die Kunstgegenstände gingen in den Besitz der Manchester Art Gallery über. Für die ständig wachsenden Sammlungen des Museums wurden zudem weitere Gebäude genutzt. Hierzu gehörte die Queen’s Park Art Gallery in Harpuhey, das Fletcher Moss Museum in Didsbury, sowie die Herrenhäuser Heaton Hall und Wythenshawe Hall. Bis heute dient der Landsitz Platt Hall als Ausstellungshaus für die Sammlung Mode und Textilien.
1938 erwarb die Stadt zur Erweiterung des Museums das neben der Manchester Art Gallery gelegene Gebäude des Manchester Athenaeum, einer Gesellschaft zur Förderung der Wissenschaften. Dieses ebenfalls von Charles Barry entworfene Gebäude von 1837 orientiert sich stilistisch an die Architektur italienischer Paläste der Renaissance. Hinzu kam 2002 ein von Michael Hopkins entworfenen Neubau, der sich an die beiden Gebäude aus dem 19. Jahrhundert anschließt.
Im Frühjahr 2018 wurde das Gemälde Hylas und die Nymphen von John William Waterhouse (1896) wegen möglichem Sexismus abgehängt. Die Abhängung entspreche den Wünschen von Museumsbesucherinnen, erklärte die Koordinatorin Sonia Boyce, die die kuratorische Entscheidung des „takedown“ selbst als Kunst versteht. Nach Protest wurde es wieder aufgehängt.

## Sammlung
Der Schwerpunkt der Sammlung liegt auf europäischer und hier insbesondere auf englischer Kunst vom Barock bis zur Gegenwart. Darüber hinaus gibt es einzelne Objekte von der Antike über asiatisches Kunsthandwerk bis zu Sammlungsstücken aus Afrika. Beispielsweise gibt es im Museum altägyptische Tongefäße und Bronzen, griechische Keramik aus vorchristlicher Zeit, chinesische Töpferarbeiten von der Han-Dynastie bis zur Qing-Dynastie, eine japanische Rüstung aus der Azuchi-Momoyama-Zeit, Druckgrafik von Katsushika Hokusai und indische Dolche. Aus Europa finden sich in der Sammlung Münzen aus dem Königreich Mercia und verschiedenes Kunsthandwerk wie italienische Majolika, Meißner Porzellan, englische Silberarbeiten, alte Möbel, Uhren und Musikinstrumente. Die umfangreiche Sammlung mit Kleidung und modischen Accessoires zeigt das Museum auf dem Landsitz Platt Hall.
Die Kunstsammlung des Museums umfasst mehr als 2000 Gemälde, 3000 Aquarelle und Zeichnungen, 250 Skulpturen und etwa 1000 Druckgrafiken. Zum Bestand an italienischer Malerei gehören die Anbetung der Hirten von Ridolfo Ghirlandaio, die Flucht nach Ägypten von Alessandro Turchi, die Ansicht Der Hof der Burg Königstein von Westen von Bernardo Bellotto sowie die Heiligendarstellungen Johannes der Täufer von Giovanni Battista Gaulli und Hl. Katharina von Guido Reni. Die niederländische Malerei des Barock ist vertreten durch die Werke Die Erweckung des Lazarus von Abraham Bloemaert, das Porträt Hendrick Casimir von Gerard ter Borch, das Stillleben mit Früchten und Weinglas von Willem Kalf sowie die Landschaftsbilder Ein sturm an der holländischen Küste von Jacob Isaacksz. van Ruisdael und Winterszene mit einem Schlitten im Vordergrund von Jan van Goyen.
Von der gebürtigen Schweizerin Angelika Kauffmann besitzt das Museum das Bildnis Miss Cornelia Knight. Französische Gemälde in der Sammlung sind Le galant pêcheur von François Boucher und Landschaft mit der Anbetung des goldenen Kalb von Claude Lorrain. Aus der zweiten Hälfte des 19. Jahrhunderts zeigt das Museum ein Selbstbildnis von Henri Fantin-Latour, Dorfstraße, Louveciennes und Le Pont de la Clef à Bruges, Belgique von Camille Pissarro und Der Hafen von Dieppe von Paul Gauguin. Aus dem 20. Jahrhundert stammen die Werke Ville Petrifée des in zeitweilig in Frankreich lebenden Max Ernst, das kubistische Bild Peinture von Fernand Léger und das Gemälde Die Mutter des Künstlers des Schweizer Künstlers Alberto Giacometti.

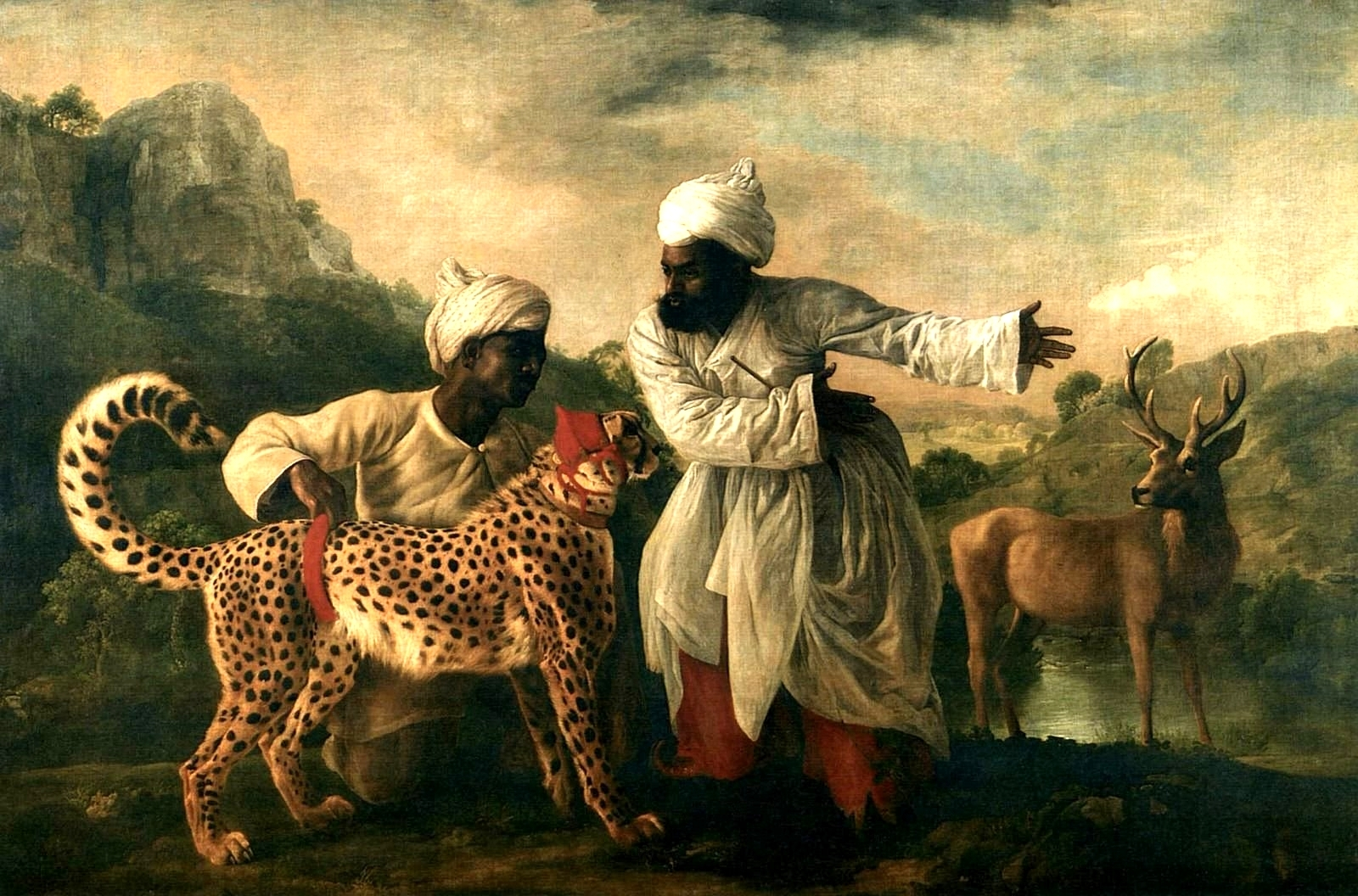
George Stubbs: Cheetah and Stag with Two Indians
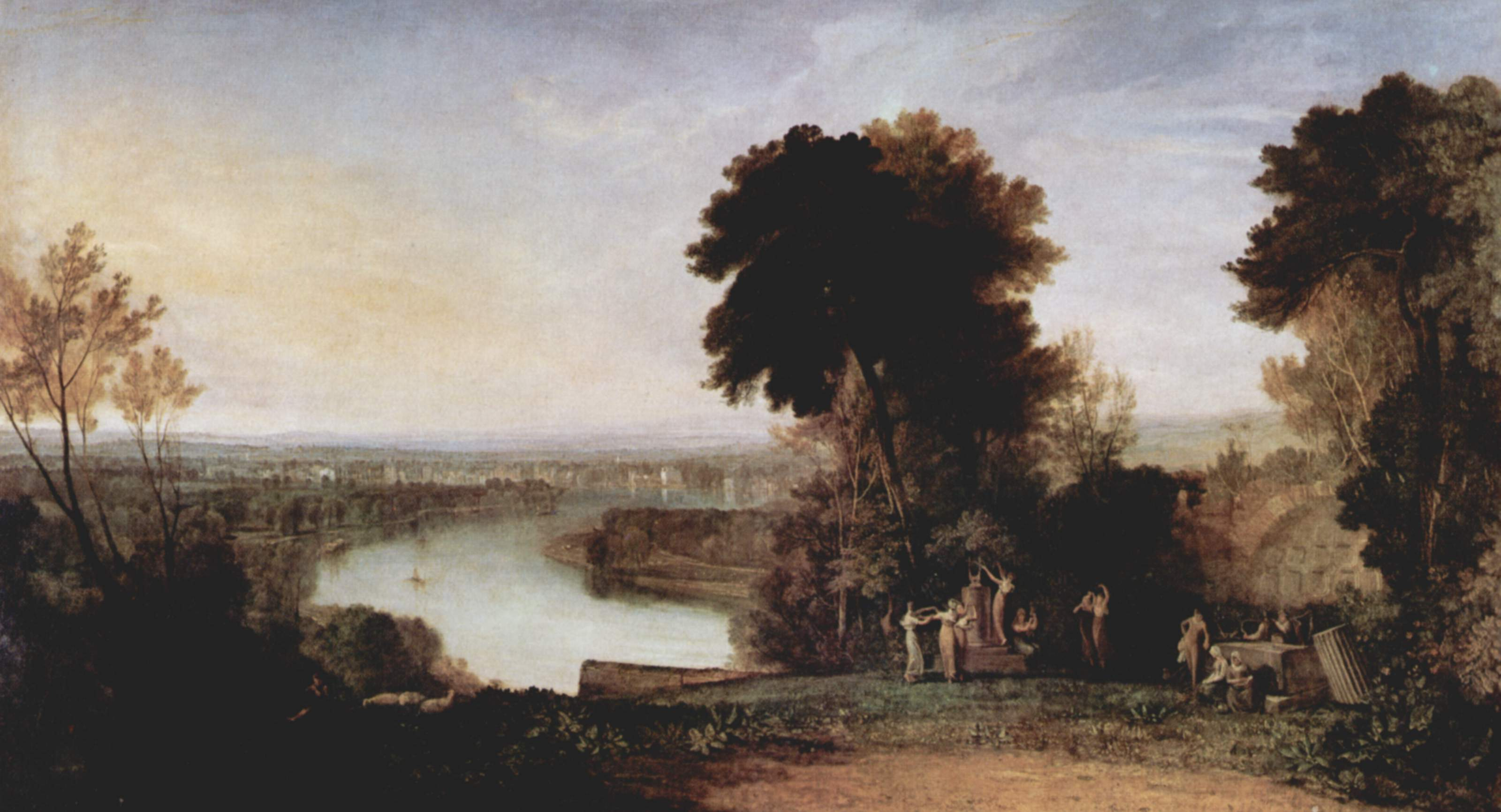
William Turner: Thomson's Aeolian Harp
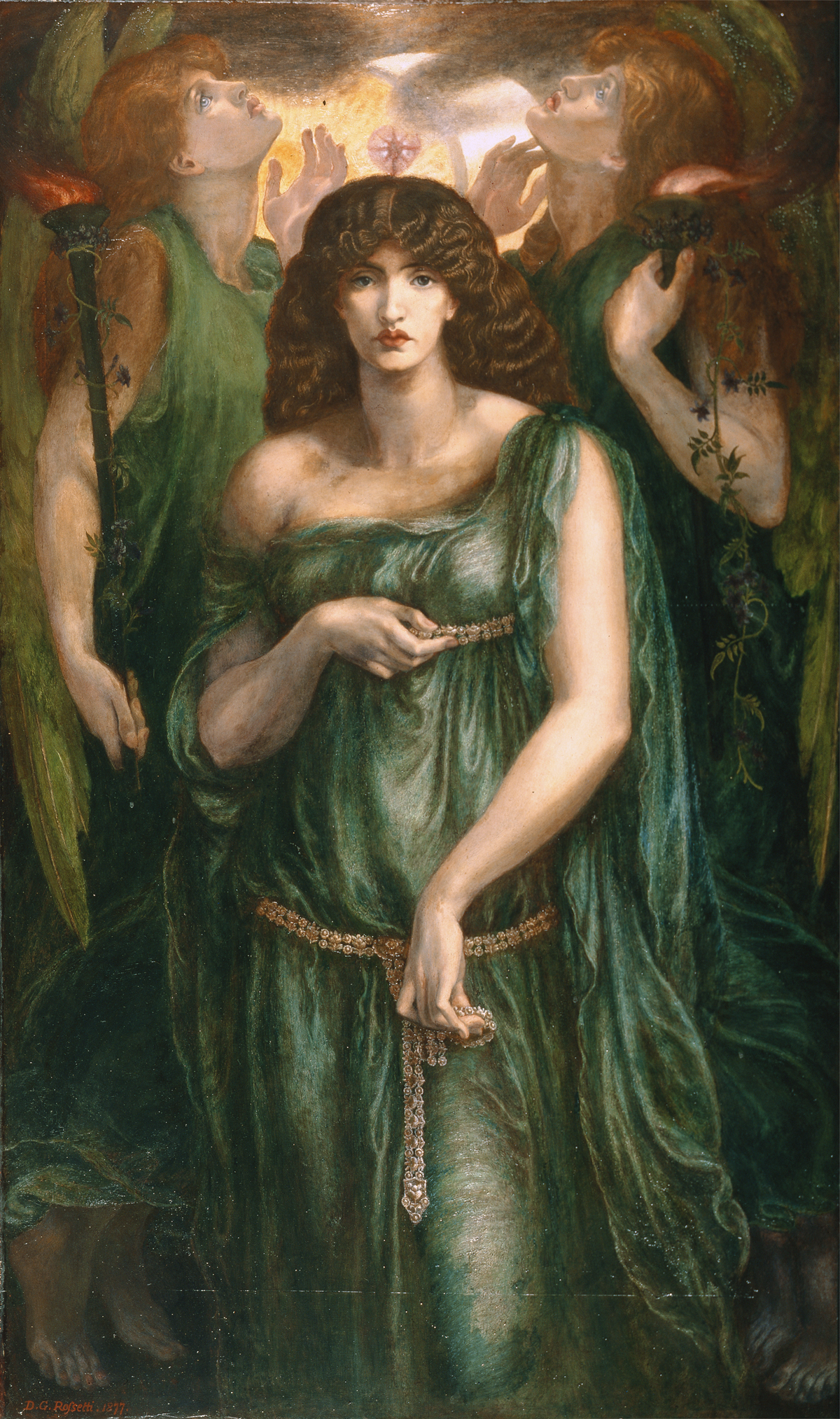
Dante Gabriel Rossetti: Astarte Syriaca
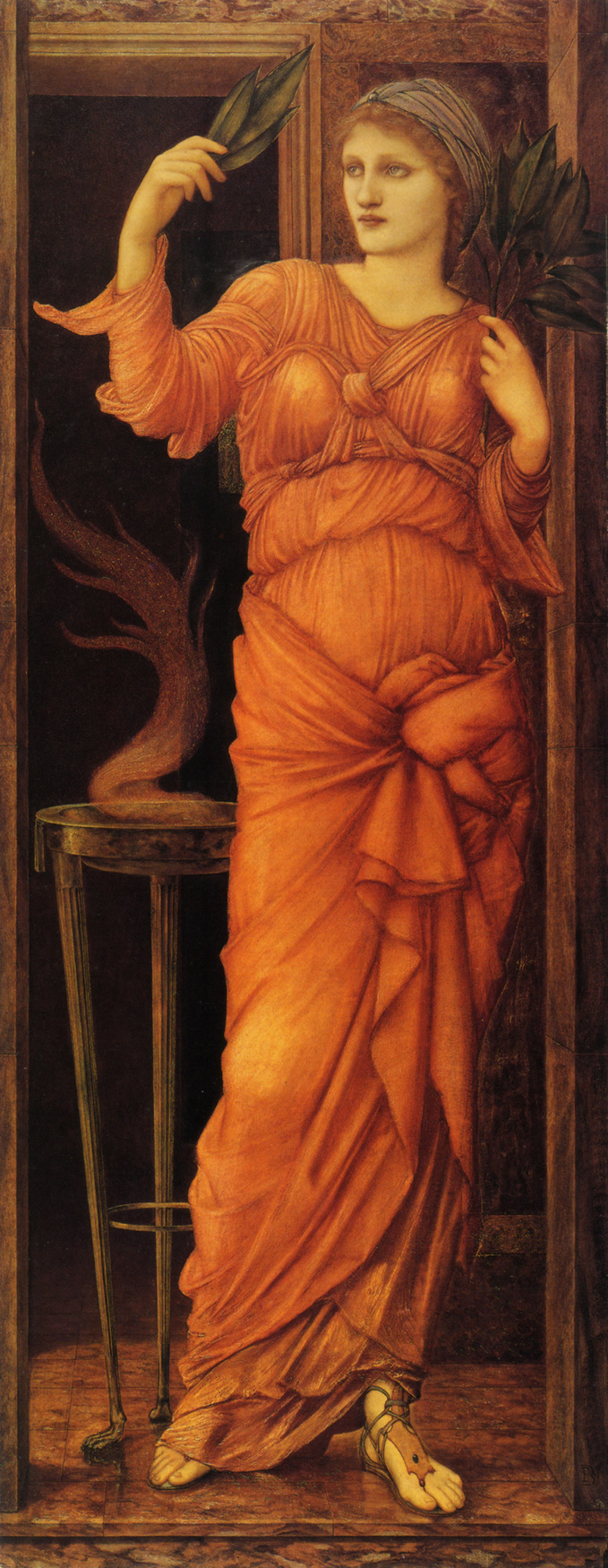
Edward Burne-Jones: Sibylla Delphica
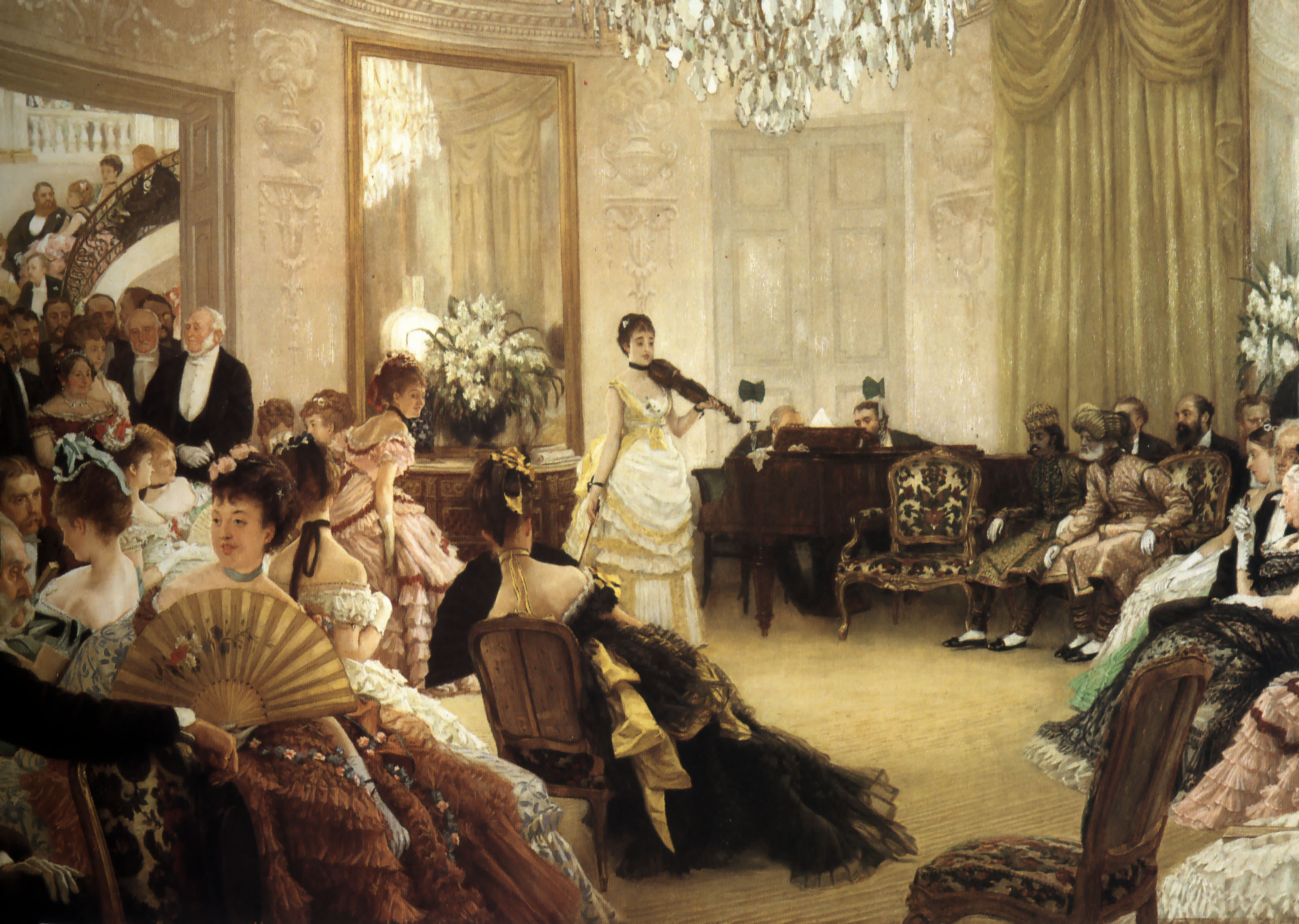
James Tissot: Hush!

Zum reichen Bestand an englischer Malerei gehören Werke des Barock wie das Gruppenbildnis Sir John Cotton and his Family von Peter Lely, das Porträt Charles, 9th Earl Cathcart von Joshua Reynolds, die Darstellung A Peasant Girl gathering faggots in a wood von Thomas Gainsborough und das Kolonialmotiv Cheetah and Stag with Two Indians von George Stubbs. Vom Beginn des 19. Jahrhunderts stammen Arbeiten wie die Landschaftsmotive Thomson’s Aeolian Harp von William Turner und Hamstead Heath looking towards Harrow von John Constable. Die Malerei der Präraffaeliten ist in der Sammlung mit einer Reihe von Werken vertreten. Hierzu gehören das biblische Motiv The Hireling Shephard von William Holman Hunt,  die Darstellung der Arbeit mit dem Titel Work von Ford Madox Brown, das Gruppenbildnis Autumn Leaves von John Everett Millais und die Frauendarstellungen Astarte Syriaca von Dante Gabriel Rossetti und Sibylla Delphica von Edward Burne-Jones. Weitere Werke aus viktorianischer Zeit sind die an der Antike orientierten Gemälde Captive Andromache von Frederic Leighton, Hylas and the Nymphs von John William Waterhouse und Silver Favorites von Lawrence Alma-Tadema. Im Gemälde Hush! zeigt James Tissot eine Darstellung der englischen Oberschicht von 1875.
Zu Beginn des 20. Jahrhunderts stand die englische Malerei deutlich unter dem Einfluss der französischen Künstler des Impressionismus. Beispiele im Museum sind hierfür die Bilder Hommage to Manet von William Orpen oder das Porträt Victor Lecour von Walter Sickert. Aus der Zeit zwischen den beiden Weltkriegen stammen die Skulpturen Doves von Barbara Hepworth und Mother and Child von Henry Moore sowie das kubistische Bild Au chat botté von Ben Nicholson. Nach 1945 entstanden sind die Bildnisse  Girl with Beret von Lucian Freud  und Portrait of Henrietta Morares on a blue couch von Francis Bacon.